# Giuseppe Cuccarini
Giuseppe Cuccarini (Città di Castello, 29 marzo 1958) è un allenatore di pallavolo italiano, tecnico del Roma Club.

## Carriera

### Club
Nella stagione 2019-20 si trasferisce sulla panchina del VolAlto Caserta ma l'esperienza dura meno di un semestre. 
Chiusa l'avventura casertana si trasferisce nuovamente nel massimo campionato polacco a partire dalla seconda parte dell'annata, stavolta alla guida del ŁKS, mantenendo l'incarico fino al 1º dicembre 2020, quando viene sollevato dall'incarico.
Dopo una stagione di inattività, nell'annata 2022-23 torna in panchina, ingaggiato dal Roma Club, appena retrocesso in Serie A2, conducendolo alla conquista della prima Coppa Italia di categoria.

### Nazionale
Nel 2017 viene nominato ct della Nazionale femminile d'Israele, carica che mantiene fino al 2019.

## Palmarès
- Challenge Cup: 2

1999-00, 2024-25
- Coppa Italia: 1

2000-01
- Campionato italiano: 1

2001-02
- Campionato turco: 1

2007-08
- Coppa di Turchia: 1

2008-09
- Campionato polacco: 2

2014-15, 2015-16
- Coppa di Polonia: 1

2013-14
- Supercoppa polacca: 2

2014, 2015
- Coppa Italia di Serie A2: 1

2022-23